# William Craik
William Craik (ur. 31 października 1761, zm. przed 1814) – amerykański polityk.
W latach 1796–1801 był przedstawicielem trzeciego okręgu wyborczego w stanie Maryland w Izbie Reprezentantów Stanów Zjednoczonych.